# Marius Panduru
Marius Panduru (n. 3 martie 1975, București) este un operator de imagine român, laureat de șapte ori al Premiilor Gopo.

## Biografie
A studiat cinematografia la UNATC I.L. Caragiale din București. A absolvit facultatea în 2001.

## Filmografie
Filmografia lui Marius Panduru cuprinde multe filme bine cunoscute și premiate.

### Filme de lung metraj
- 2005 — Ryna, regia Ruxandra Zenide,
- 2006 — Cum mi-am petrecut sfârșitul lumii, regia Cătălin Mitulescu,
- 2006 — A fost sau n-a fost?, regia Corneliu Porumboiu,
- 2008 — Restul e tăcere, regia Nae Caranfil,
- 2009 — Polițist, adjectiv, regia Corneliu Porumboiu,
- 2009 — Copilăria lui Icar, regia Alex Iordăchescu,
- 2009 — Cea mai fericită fată din lume, regia Radu Jude,
- 2009 — Weekend cu mama, regia Stere Gulea,
- 2009 — Polițist, adjectiv, regia Corneliu Porumboiu,
- 2010 — Eu când vreau să fluier, fluier, regia Florin Șerban,
- 2011 — Periferic, regia Bogdan George Apetri[5],
- 2011 — Loverboy, regia Cătălin Mitulescu,
- 2012 — Agon, regia Robert Budina,
- 2013 — Mai aproape de lună, regia Nae Caranfil[6],
- 2015 — Aferim!, regia Radu Jude,
- 2015 — De ce eu?, regia Tudor Giurgiu,
- 2016 — Albüm, regia Mehmet Can Mertoglu,
- 2016 — Inimi cicatrizate, regia Radu Jude,
- 2018 — Yet to Rule, regia Mihaela Popescu,
- 2018 — Îmi este indiferent dacă în istorie vom intra ca barbari, regia Radu Jude,
- 2018 — A Shelter Among the Clouds, regia Robert Budina,
- 2019 — Parking, regia Tudor Giurgiu,
- 2019 — Heidi, regia Cătălin Mitulescu,
- 2020 — Tipografic Majuscul, regia Radu Jude,
- 2020 — Nowhere Special, regia Uberto Pasolini,
- 2020 — Poppy Field, regia Eugen Jebeleanu,
- 2021 — Babardeală cu bucluc sau porno balamuc, regia Radu Jude

## Premii, recunoaștere
Pentru cinematografia sa excelentă, Marius Panduru a fost răsplătit de șase ori cu Premiul Gopo pentru cea mai bună imagine, în calitatea sa de operator imagine sau de director de imagine pentru filmele de lung metraj: Ryna în 2007, Restul e tăcere în 2009,  Polițist, adjectiv în 2010,  Periferic în 2012,  Mai aproape de lună în 2015 și Aferim! în 2016. Acest palmares este, de departe, cel mai prestigios din filmul românesc de la declanșarea Noului val românesc, considerat a fi fost pornit de filmul Marfa și banii de Cristi Puiu, realizat în 2001.